# Driehoeksverhouding

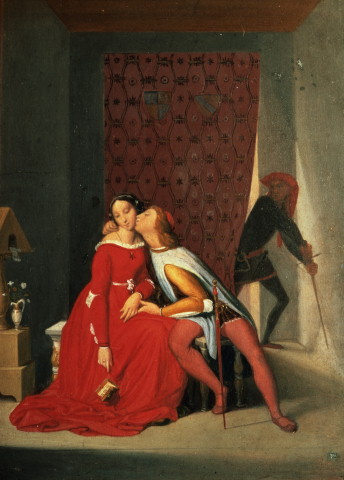
Jean Auguste Dominique Ingres, Gianciotto ontdekt Paolo en Francesca (1819).

Een driehoeksverhouding is een (doorgaans romantische) relatie waarbij drie mensen zijn betrokken. Het bekendste voorbeeld is dat twee mensen los van elkaar verliefd zijn op dezelfde persoon, maar het kan ook een relatie inhouden waarbij alle drie de betrokkenen onderling een relatie hebben (zij het vriendschap, een familieband, of verliefdheid).
Een driehoeksverhouding is een populair thema in verhalen. Een veelgebruikte driehoeksverhouding in verhalen is dat de protagonist moet concurreren met een rivaal om de hand van zijn of haar geliefde, of dat de protagonist zelf door twee mensen met sterk verschillende persoonlijkheden het hof wordt gemaakt, en niet goed kan beslissen welk van de twee hij/zij nu het liefst wil.
De term dient niet te worden verward met een trio of ménage à trois, waarbij altijd sprake is van een seksuele relatie.